# 완령영
완령영(阮令嬴, 476년 ~ 542년)은 중국 남북조 시대 남제와 양나라 때 사람이다. 원래 성명은 석령영(石令嬴)인데 뒷날 완령영으로 바뀐다. 석령보(石靈寶)와 진씨(陳氏) 사이의 딸이고 양 무제의 첩으로 양나라 건국 뒤 무제의 수용(修容)이 되었다.

## 생애
처음에 남제의 시안왕(始安王) 소요광(蕭遥光)의 희첩이 되었다.
499년에 소요광이 역모죄로 살해되자 거기에 버물렸다가 그녀의 미모로 당시 황제인 소보권의 후궁이 되어 궁중으로 들어갔다. 무제가 건강에 들어와 소보권을 죽이자 석령영 등 미인(美人) 2천 명은 모두 출궁되었는데, 무제가 남제를 멸망시키고 황제로 즉위한 뒤 석령영은 다시 그녀의 미모로 무제의 부름을 받아 궁중에 들어와 채녀(采女)가 되었다.
508년 8월에 무제의 여덟째 아들 소역을 낳았다. 무제는 크게 기뻐하여 석령영을 수용으로 삼고 완씨(阮氏) 성을 내렸으며 그녀의 아버지 석령보를 봉조청(奉朝請)으로 삼았다.
542년 7월에 강주(江州)에 있는 침소에서 향년 67세로 사망했다. 무제는 그녀를 선수용(宣修容)으로 추시했고 강녕현(江寧縣)의 통망산(通望山)에 장사지냈다. 이후에 아들인 소역이 황제로 즉위한 뒤 그녀를 문선황태후(文宣皇太后)로 추숭했다.